# Récif à caye
Un récif à caye est un édifice récifal de forme ovoïde ou réniforme à la surface duquel s'est mise en place, du fait des courants et éventuellement des vents, une accumulation de matériaux (sable et débris corallien pour l'essentiel) appelée caye. On distinguera des « cayes émergées » couvertes de végétation, parfois habitées et des « cayes submersibles ». On trouve des récifs à caye dans des lagons comme en Nouvelle-Calédonie ou directement face à l'océan comme à Nosy Ve. 